# Heinrich Müller (anatom)
Heinrich Müller (ur. 17 grudnia 1820 w Castell, zm. 10 maja 1864) – niemiecki anatom. Od 1847 privatdozent na Uniwersytecie w Würzburgu.
Przypisuje mu się odkrycie rodopsyny w 1851 roku. Honorują go eponimy komórek Müllera, mięśnia Müllera i trójkąta Müllera.